# Бриш, Аркадий Адамович

Надгробный барельеф на могиле Бриша Аркадия Адамовича на Федеральном военном мемориальном кладбище.

Арка́дий Ада́мович Бриш (14 мая 1917, Минск, Российская империя — 19 марта 2016, Москва) — советский и российский физик, разработчик ядерного оружия, доктор технических наук, профессор. Герой Социалистического Труда. Лауреат Ленинской премии, Государственной премии СССР и премии Правительства РФ.

## Биография
Родился 14 мая 1917 года в Минске в семье учителя. Белорус. В 1931—1933 годах был учеником электромонтёра в Белорусской конторе Всесоюзного электротехнического объединения в городе Минске. Трудовую деятельность начал в 1933 году электромонтёром в вечерней школе Западной железной дороги в Минске. В 1940 году окончил физико-математический факультет Белорусского государственного университета по специальности «Физика» и до начала Великой Отечественной войны работал в Институте химии Академии наук (АН) Белорусской ССР. В 1937—1941 годах был ответственным секретарём, а затем председателем Белорусского совета Добровольного спортивного общества «Наука».
После вторжения немецко-фашистских войск в Минск вошёл в подпольную группу, которая оказывала сопротивление оккупантам, с осени 1941 года — разведчик штаба партизанской бригады им. К. Е. Ворошилова. После Великой Отечественной войны А. А. Бриш переезжает в Москву.
С 1947 по 1955 годы работал в РФЯЦ—ВНИИЭФ.
С 1955 года — в КБ-25, ныне Всероссийский НИИ автоматики имени Н. Л. Духова.
С 1964 по 1997 годы — главный конструктор.
В 1997 по 2016 годы — почётный научный руководитель ВНИИА и почётный член Российской академии ракетных и артиллерийских наук.
Скончался в Москве 19 марта 2016 года. Похоронен 23 марта на Федеральном военном мемориальном кладбище.

## Награды и звания
- Герой Социалистического Труда (Указ Президиума Верховного Совета СССР от 6 мая 1983 года, орден Ленина и золотая медаль «Серп и Молот») — за создание ядерного боеприпаса для первой стратегической крылатой ракеты
- Орден «За заслуги перед Отечеством» IV степени (2008 год).[3]
- Орден Почёта (31 августа 1999 года) — за заслуги перед государством, большой личный вклад в становление, развитие атомной промышленности и многолетний добросовестный труд[4]
- Четыре ордена Ленина (13 мая 1955 года; 7 марта 1962 года; 29 июля 1966 года; 6 мая 1983 года).
- Орден Октябрьской Революции (12 августа 1976 года).
- Орден Отечественной войны II степени (11 марта 1985 года) — за храбрость, стойкость и мужество, проявленные в борьбе с немецко-фашистскими захватчиками, и в ознаменование 40-летия победы советского народа в Великой Отечественной войне 1941—1945 годов
- Два ордена Трудового Красного Знамени (8 декабря 1951 года; 4 января 1954 года).
- Орден Красной Звезды (30 декабря 1948 года).
- Медаль «Партизану Отечественной войны» I степени (21 марта 1945 года).
- Заслуженный деятель науки и техники Российской Федерации (16 января 1996 года) — за заслуги перед государством, большой личный вклад в развитие атомной промышленности и многолетний добросовестный труд[5]
- Ленинская премия (1960 год) — за разработку нового поколения унифицированной системы подрыва и нейтронного инициирования для межконтинентальной баллистической ракеты Р-7.
- Государственная премия СССР (1955 год) — за создание первой системы подрыва ядерных зарядов с внешним нейтронным источником.
- Премия Правительства Российской Федерации (2000 год) — за исследования, анализ и обобщение военно-технических проблем и разработок второй половины XX века, внедрённых в отечественные системы вооружения.
- Почётная грамота Правительства Российской Федерации (27 ноября 2014 года) — за большой личный вклад в развитие атомной отрасли и многолетний добросовестный труд[6]
- Благодарность Правительства Российской Федерации (10 мая 2007 года) — за многолетнюю плодотворную научную деятельность в области создания и совершенствования ядерных боеприпасов[7]

## Память
Мемориальная доска во Всероссийском НИИ автоматики им. Н. Л. Духова работы скульптора Александра Ноздрина (2017)